# Chacokulturens nationalhistoriska park
Chacokulturens nationalhistoriska park är en amerikansk nationalhistorisk park och en del av ett världsarv som har den tätaste och mest enastående koncentrationen av Puebloindianer i sydvästra USA. Parken ligger i nordvästra New Mexico, mellan Albuquerque och Farmington, i en relativt onåbar kanjon genomskuren av Chaco Wash. Med den mest omfattande samlingen forntida ruiner norr om Mexiko, bevarar parken en av USA:s mest fascinerande kulturella och historiska områden.
Mellan år 900 och 1150, var Chacokanjonen Anasazikulturens dominerande kulturcentrum. Anasazer bröt sandstensblock och fraktade timmer långa vägar, och konstruerade femton större komplex vilka förblev de största byggnaderna i Nordamerika fram till 1800-talet. Bevis på arkeoastronomi i Chaco har föreslagits, med hällristningen "Soldolken" i Fajada Butte som ett populärt exempel. Många Anasazibyggnader har placerats för att fånga sol- och måncykler, vilket krävt flera generationers astronomiska observationer och århundraden av skickligt koordinerade byggnadsverk. Klimatförändringar anses ha lett till att Anasazierna flyttade från och slutligen övergav kanjonen, vilket började med en 50 år lång torka år 1130.
Beläget i den torra och ogästvänliga regionen i Four Corners, är Anasazikulturens platser känsliga; fruktan för erosion orsakad av turister har lett till att Fajada Butte stängts för allmänheten. Platserna anses vara heliga områden som tillhört Hopi- och Puebloindianer, som fortsätter bevara muntliga traditioner om sin historiska flytt från Chaco och sin andliga släktskap med landet. Dock kan skyddsåtgärder i parken vara i konflikt med ursprungsbefolkningens religiösa tro, stamrepresentanter arbetar därför nära National Park Service för att dela med sig av sitt kunnande och deras respekt för Chacokulturen.

## Geografi

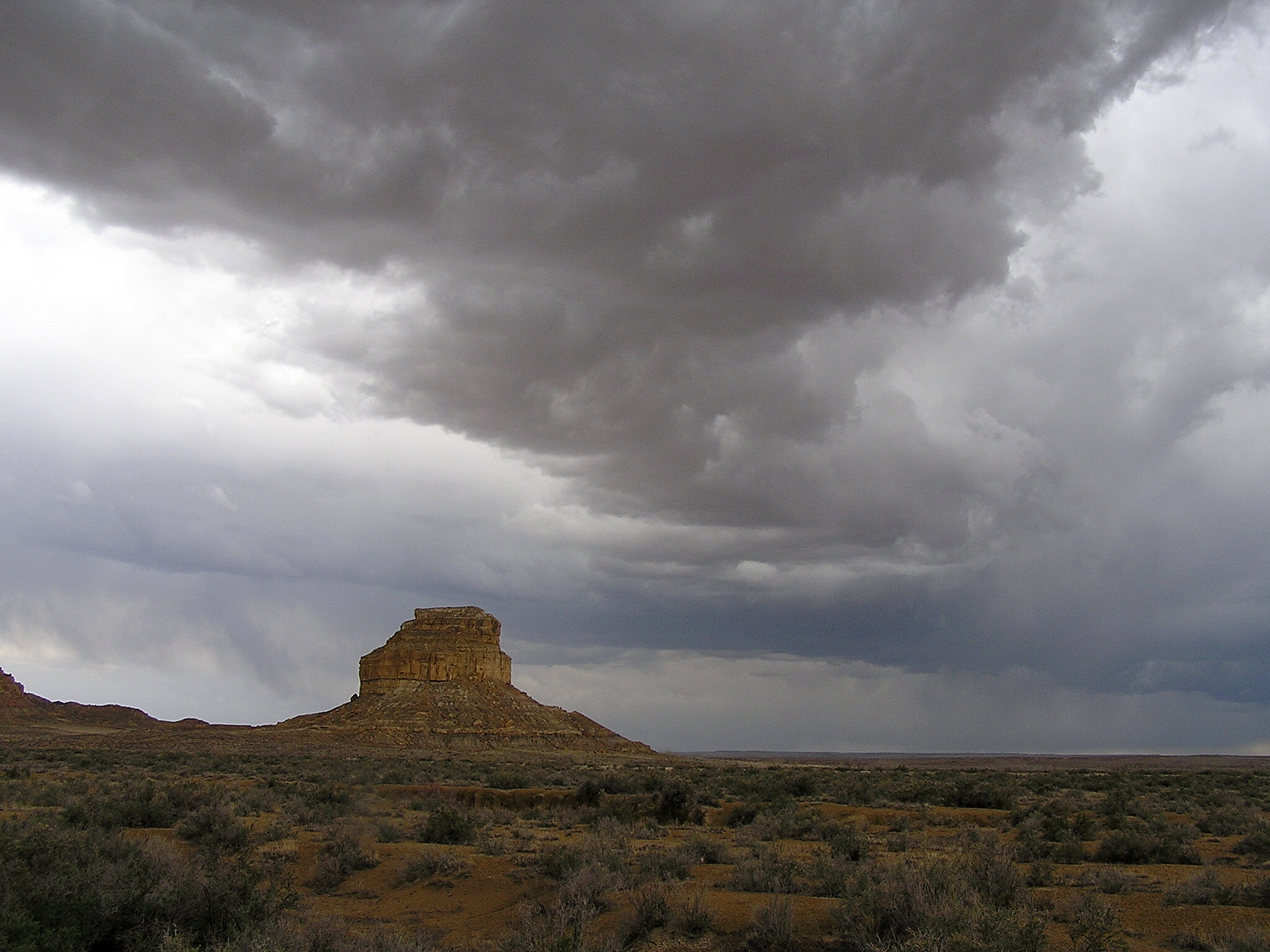
Sommaråskväder över Fajada Butte och Fajada Gap, nära sydvästra änden av Chacokanjonen.

Chacokanjonen ligger inom San Juansänkan, längs den vidsträckta Coloradoplatån, omgiven av Chuskabergen i väster, San Juanbergen i norr, och San Pedrobergen i öster. Forntida Anazaser förlitade sig på sina täta skogar med ek, piñon, gultall, och en för att skaffa timmer eller andra naturtillgångar. Kanjonen själv, belägen i låglandet kringgärdad av sanddyner, åsar och berg, går i riktning från nordväst till sydost och är kantad av plana massiv kända som mesas. Stora gap mellan den sydvästra klippfasaden (sidokanjoner kända som rincons) var nödvändiga för att samla regnbärande stormar ner i kanjonen och ökade den lokala nederbördsmängden. Det främsta Chacokomplexen, såsom Pueblo Bonito, Nuevo Alto och Kin Kletso, har en höjd på 1 890 till 1 963 m.
Den uppslamrade kanjonbotten, vilken sluttar nedåt åt nordöst i en svag lutningsgrad på 6 meter per kilometer, är tudelad Chaco Wash, en "arroyo" som med ojämna mellanrum innehåller vatten. Den största av kanjonens akvifärer, ligger på ett djup som hindrade Anasazerna från att tappa sitt grundvatten; endast en liten grundare källa gav små vattenkällor.. Betydande ytvatten finns inte förutom i samband med stormar som ojämnt flödar genom arroyos.

## Geologi
Efter att superkontinenten Pangaea delades under Kritaperioden, blev regionen en del av en omkastad övergångszon mellan det flacka inlandets sjö, Western Interior Seaway, och ett band av slättland och låga kullar i väster. En sandig och sumpig kustlinje skiftade gång på gång öst till väst, alternativt försvann under mark och avtäckte kanjonens del av vad som idag är Coloradoplatån.
Då Chaco Wash flödade genom det övre skiktet av vad som idag är den 122 meter höga Chacra Mesa, skar den i den och holkade ut den vida kanjonen under miljontals år. Mesan själv består av sandsten och skifferformationer som härrör från sen krita, vilka är av Mesa Verdeformation. Kanjonens bottenområde blev senare ytterligare eroderat, och avtäckte Menefeeskifferns berggrund; detta var sedan begravt under uppskattningsvis 38 meter sediment. Kanjonen och mesan ligger inom "Chacokärnan", ett område från den bredare Chacoplatån; det är en relativt plan grässlätt med sällsynta och spridda trädplatser. Särskilt då plattgränsen är endast 25 km öster om kanjonen, geologiska karaktärsdrag och olika avrinningsmönster särskiljer dessa båda regioner från varandra och från den närliggande Chacosluttningen, Gobernadorsluttningen, och Chuskadalen.

## Klimat

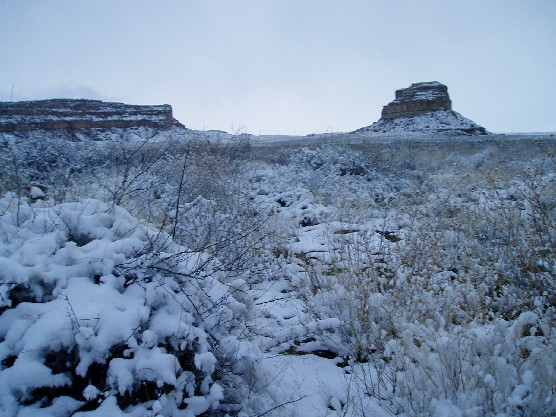
Fajada Butte vintertid. Ett medel på tre eller fyra snöstormar härjar i kanjonen årligen.

En torr region med högt belägna öknar och områden med xerisk buskvegetation, får kanjonen och omgivande områden i genomsnitt 200 mm regn per år; parken får i genomsnitt 231,1 mm. Chacokanjonen ligger på läsidan av den väldiga bergskedjan i söder och väster, vilket resulterar i en regnskuggeeffekt som leder till bestående avsaknaden fukt i regionen. Fyra tydliga säsonger är utmärkande för regionen, med regn troligast mellan juli och september; maj och juni är de torraste månaderna. Orografisk nederbörd, ett resultat av fukt framtvingad av stormsystem som klättrar upp för bergskedjorna omkring Chacokanjonen, utgör merparten av nederbörden såväl under sommaren som under vintern; regnmängden ökar med höjden. Enstaka onormala nordliga vindar i den intertropiska konvergenszonen kan ge ovanligt höga mängder nederbörd vissa år.
Chacokanjonens område kännetecknas även av slående klimatiska extremer: uppmätta temperaturer spänner från minus 39 °C till 39 °C, och temperaturer som ligger kring 0 är inte kända. Regionen har varje år färre än 150 dagar utan frost, och det lokala klimatet kan gå från år med stora mängder regn till år med svår torka.. El Niños tydliga påverkan på kanjonens väder bidrar till den extrema klimatiska växlingarna.

## Flora och fauna
Chacokanjonens flora är typisk för den som hittas i de höga ökenområdena i nordamerika: sagebrush och flera kaktusarter är spridda i de torra buskskogarna med piñon och en, den senare nämnda på mesatoppar. Kanjonen får mindre nederbörd än många andra delar av New Mexico på samma latituder och höjd; följden blir att den inte har barrskog som är vanliga i områden österut. Den förhärskande glesheten både vad gäller växter och djur genljöd i forntiden, nå överbefolkning, växande odlingar, överjakt, habitatförstörelse, och torka kan ha lett till att folket i Chaco renskrapade kanjonen från vilda växter och bytesdjur Därför kunde, även under perioder med mer nederbörd, kanjonen enbart försörja omkring 2 000 människor..
Kanjonens mest anmärkningsvärda däggdjursarter är den allmänt utbredda prärievargen (Canis latrans); svartsvanshjort, älg, och antilop som även lever i kanjonen, dock är det sällsynt att besökare stöter på dem. Viktiga mindre köttätare är rödlor, grävlingar, rävar, och två skunkarter. Parken har även många gnagarpopulationer, bland andra präriehundar och små kolonier fladdermöss, som finns här under sommaren. Den lokala bristen på vatten innebär att relativt få fågelarter finns här; här finns dock större tuppgökar, stora hökar (såsom trasthökar och sparvfalkar), ugglor, gamar, och korpar, fast de är mindre vanliga i kanjonen än i de våtare bergsområdena i öster. Stora populationer mindre fåglar, exempelvis Nya världens skogssångare, sparvar, och Mexikansk husfink, är även vanliga. Tre kolibriarter finns här, däribland den lilla, men starkt stridbara, rostkolibrin; som starkt tävlar med den mer lugnare svarthakad kolibrin om häckningsområden i buskar eller träd när vatten. Grand Canyonskallerormar ses då och då i avsides områden, däremot är olika ödlor och skinkar betydligt vanligare.